# Сњежана Штикић
Сњежана Штикић (Сарајево, 7. јун 1983) српска је позоришна и филмска глумица.

## Биографија
Сњежана Штикић је рођена 7. јуна 1983. год. у Сарајеву. Дио основне и средњу школу завршила у Требињу. Дипломирала глуму 2007. године на Академији умјетности у Бањој Луци у класи професора Ненада Бојића. Стални члан  Народног позоришта Републике Српске. Поред тога наступа и у Градском позоришту Градишка, Градском позоришту Јазавац и Дјечијем позоришту Републике Српске. Добитница бројних награда на позоришним фестивалима. Између осталих и награде "Лиска" која се додјељује за најбољу глумицу на фестивалу комедије "Мала лиска" у Мостару. Глумила је у серијама Луд, збуњен, нормалан и Криза. Запажене улоге остварила је у представама "Женидба и удадба", "Отац и син" и "Сабирни центар". Играла је у више студентских филмова, студената Академије умјетности Универзитета у Бањој Луци.